# Communistische Partij van Tsjecho-Slowakije

Vlag

Communistische Partij van Tsjecho-Slowakije (Tsjechisch en Slowaaks: Komunistická Strana Československá (KSČ)), was een Tsjecho-Slowaakse politieke partij tussen 1921 en 1992.

## Ontwikkeling
De Tsjecho-Slowaakse Communistische Partij (KSČ) werd in 1921 opgericht door Tsjecho-Slowaakse communisten. Enkele van hen, zoals Klement Gottwald, waren communist geworden tijdens hun verblijf in de Sovjet-Unie. De KSČ was vanaf het begin vertegenwoordigd in de Tsjecho-Slowaakse Nationale Assemblee. De KSČ nam echter in het interbellum nooit deel aan een regeringscoalitie. In 1938 werd de partij verboden en ging zij ondergronds. Tijdens de Duitse bezetting (1939-1945) werden de partijleden vervolgd. Veel van hen maakte deel uit van het georganiseerde verzet tegen de bezetter.
De KSČ speelde een sleutelrol tijdens de bevrijding in mei 1945, toen het Nationaal Bevrijdingscomité, waarin de KSČ was vertegenwoordigd, de macht overnam in Praag. Het bevrijdingscomité droeg daarna de macht over aan president Edvard Beneš. De KSČ zat van 1945 tot 1948 in de democratische regering. In 1946 werd partijvoorzitter Klement Gottwald minister-president.
Op 9 mei 1948 pleegde de KSČ een staatsgreep en kort daarna werd Gottwald president van de republiek en voerde een nieuwe, communistisch georiënteerde grondwet door. Onder Gottwald (1948-1953) was Tsjecho-Slowakije een stalinistisch land. Gottwald zuiverde de KSČ van "bourgeois-nationalistische" en "trotskistische-titoïstische" personen. Op deze manier werd ook de secretaris-generaal van de KSČ, Rudolf Slánský, weggezuiverd (1951). Na de dood van Klement Gottwald, kwam de partijleiding in handen van Chroesjtsjov-gezinde elementen.
In 1968 werd Alexander Dubček tot secretaris van de KSČ gekozen. Dubček streefde samen met andere communistische leiders naar een "socialisme met een menselijk gezicht" (socialismus s lidskou tváří). Dubčeks aanpak werd een groot succes, en de periode Dubček stond bekend onder de naam Praagse Lente. De overige leden van het Warschaupact (behalve Roemenië), waren weinig gecharmeerd van Dubčeks beleid en vielen Tsjecho-Slowakije binnen en installeerden er een Sovjet-gezind bewind. Dubček werd tot 1969 als secretaris gehandhaafd, maar moest daarna wijken voor Gustáv Husák. Husák werd de KSČ-leider de komende decennia.
Husák werkte na verloop van tijd de haviken uit de partijleiding en verving ze door meer liberaalgezinde communisten. Vanaf de jaren zeventig liet de KSČ haar controle over de economie wat vieren, waardoor er een particuliere sector ontstond. De liberalisering van het bewind ging echter niet verder dan economische hervormingen, het buitenlandbeleid was gericht op de Sovjet-Unie.
In 1987 trad Husák als secretaris-generaal terug en werd vervangen door de hardliner Miloš Jakeš. Husák bleef tot 1989 president. Jakeš stond weinig sympathiek ten opzichte van de in Rusland populaire perestrojka en glasnost en hield vast aan de partijlijn.
In november 1989 brak de Fluwelen Revolutie uit in Tsjecho-Slowakije. Na massale stakingen en bijeenkomsten besloot de KSČ eind november haar monopoliepositie ongedaan te maken. De liberaal Václav Havel werd president van Tsjecho-Slowakije en Gustáv Husák en Miloš Jakeš traden af.
Tot december 1989 bleef de KSČ een invloedrijke partij, maar daarna brokkelde haar macht verder af. Op 31 december 1992 hief de partij zichzelf op, omdat Tsjecho-Slowakije zelf werd opgeheven. Maar de voortzetting ervan in de Tsjechische Republiek, de Communistische Partij van Bohemen en Moravië, heeft de sterkste positie in het parlement van alle communistische partijen in het voormalige Oostblok, in de EU.

## Structuur
De opbouw van de KSČ was gelijk aan die van de Communistische Partij van de Sovjet-Unie (CPSU). Aan het hoofd van de partij stond een secretaris-generaal. Het hoogste orgaan was het partijcongres. Verder bezat de partij een Centraal Comité en een Presidium (Politbureau).
|  |  |                                      |                                      |                                      |                                      |                                      |                                      | Secretaris-Generaal              |  |                 |                 |                 |                 |                 |                 |  |  |
|  |  |                                      |                                      |                                      |                                      |                                      |                                      |                                  |  |                 |                 |                 |                 |                 |                 |  |  |
|  |  |                                      |                                      |                                      |                                      |                                      |                                      | Presdium van het Centraal Comité |  |                 |                 |                 |                 |                 |                 |  |  |
|  |  |                                      |                                      |                                      |                                      |                                      |                                      |                                  |  |                 |                 |                 |                 |                 |                 |  |  |
|  |  | Secretariaat van het Centraal Comité | Secretariaat van het Centraal Comité | Secretariaat van het Centraal Comité | Secretariaat van het Centraal Comité | Secretariaat van het Centraal Comité | Secretariaat van het Centraal Comité |                                  |  | Centraal Comité | Centraal Comité | Centraal Comité | Centraal Comité | Centraal Comité | Centraal Comité |  |  |
|  |  | Secretariaat van het Centraal Comité | Secretariaat van het Centraal Comité | Secretariaat van het Centraal Comité | Secretariaat van het Centraal Comité | Secretariaat van het Centraal Comité | Secretariaat van het Centraal Comité |                                  |  | Centraal Comité | Centraal Comité | Centraal Comité | Centraal Comité | Centraal Comité | Centraal Comité |  |  |
|  |  |                                      |                                      |                                      |                                      |                                      |                                      |                                  |  |                 |                 |                 |                 |                 |                 |  |  |
|  |  |                                      |                                      |                                      |                                      |                                      |                                      | Partijcongres                    |  |                 |                 |                 |                 |                 |                 |  |  |

## Verkiezingsresultaten

### Federaal
| Jaar                                        | %      | Zetels    | +/-   |
| ------------------------------------------- | ------ | --------- | ----- |
| 1925                                        | 12,86% | 41 / 300  | NIEUW |
| 1929                                        | 10,2%  | 30 / 300  | 11    |
| 1935                                        | 10,3%  | 30 / 300  | 0     |
| 1946                                        | 31,2%  | 93 / 300  | 63    |
| Onderdeel van het Nationaal Front 1948-1989 |        |           |       |
| 1948                                        | -      | 160 / 300 | 67    |
| 1954                                        | -      | 262 / 368 | 102   |
| 1960                                        | -      | 216 / 300 | 46    |
| 1964                                        | -      | 217 / 300 | 1     |
| 1971                                        | -      | 152 / 200 | 65    |
| 1976                                        | -      | 143 / 200 | 9     |
| 1981                                        | -      | 147 / 200 | 4     |
| 1986                                        | -      | 147 / 200 | 0     |
| 1990                                        | 13,6%  | 23 / 150  | 124   |

### Tsjechische Nationale Raad
| Jaar                                        | %      | Zetels    | +/- |
| ------------------------------------------- | ------ | --------- | --- |
| Onderdeel van het Nationaal Front 1948-1989 |        |           |     |
| 1968                                        | -      | 89 / 200  | 89  |
| 1971                                        | -      | 129 / 200 | 40  |
| 1976                                        | -      | 111 / 200 | 18  |
| 1981                                        | -      | 138 / 200 | 27  |
| 1986                                        | -      | 137 / 200 | 1   |
| 1990                                        | 13,24% | 33 / 200  | 104 |

### Slowaakse Nationale Raad
| Jaar                                        | %                                | Zetels                           | +/-                              |
| ------------------------------------------- | -------------------------------- | -------------------------------- | -------------------------------- |
| 1928                                        | 14,42%                           | 5 / 54                           | 5                                |
| 1935                                        | 13,0%                            | 5 / 54                           | 0                                |
| 1938                                        | Verboden in de periode 1938-1945 | Verboden in de periode 1938-1945 | Verboden in de periode 1938-1945 |
| Onderdeel van het Nationaal Front 1948-1989 |                                  |                                  |                                  |
| 1948                                        | -                                | 75 / 100                         | 75                               |
| 1954                                        | -                                | 47 / 103                         | 28                               |
| 1960                                        | -                                | 34 / 100                         | 13                               |
| 1964                                        | -                                | 58 / 92                          | 24                               |
| 1971                                        | -                                | 102 / 150                        | 44                               |
| 1976                                        | -                                | 102 / 150                        | 0                                |
| 1981                                        | -                                | 102 / 150                        | 0                                |
| 1986                                        | -                                | 103 / 150                        | 1                                |
| 1990                                        | 13,35%                           | 22 / 150                         | 81                               |

## Partijleiders
| #                        | Afbeelding                                                       | Naam             | Functie                               | Termijn                                                                                            |
| ------------------------ | ---------------------------------------------------------------- | ---------------- | ------------------------------------- | -------------------------------------------------------------------------------------------------- |
| 1.                       |                                                                  | Václav Šturc     | Secretaris-Generaal                   | 1921 – 1922                                                                                        |
| 2.                       |                                                                  | Alois Muna       | Secretaris-Generaal                   | 1922 – 1924                                                                                        |
| 3.                       |                                                                  | Josef Haken      | Secretaris-Generaal                   | 1924 – 1925                                                                                        |
| 4.                       |                                                                  | Bohumil Jílek    | Secretaris-Generaal                   | 1925 – 1929                                                                                        |
| 5.                       | Portrait of Klement Gottwald from chest upwards in suit with tie | Klement Gottwald | Secretaris-Generaal Voorzitter        | 1929 – 14 maart 1953 als secretaris-generaal 1929–1945 als voorzitter 1945–1953                    |
| 6.                       |                                                                  | Antonín Novotný  | Eerste secretaris                     | 14 maart 1953 – 5 januari 1968                                                                     |
| 7.                       |                                                                  | Alexander Dubček | Eerste secretaris                     | 5 januari 1968 – 17 april 1969                                                                     |
| 8.                       | Portrait of Gustáv Husák wearing a suit, tie and spectacles      | Gustáv Husák     | Eerste secretaris Secretaris-Generaal | 17 april 1969 – 17 december 1987 als eerste secretaris 1969–1971 als secretaris-generaal 1971–1987 |
| 9.                       | Portrait of Milos Jakes wearing a hat, tie and coat              | Miloš Jakeš      | Secretaris-Generaal                   | 17 december 1987 – 24 november 1989                                                                |
| 10.                      |                                                                  | Karel Urbánek    | Secretaris-Generaal                   | 24 november 1989 – 20 december 1989                                                                |
| 11.                      |                                                                  | Ladislav Adamec  | Voorzitter                            | 21 december 1989 – 1 september 1990                                                                |
| Bron: Worldstatesmen.org |                                                                  |                  |                                       | |

## Verwijzingen
Partijcongres · Centraal Comité · Secretariaat · Presidium · Secretaris-generaal